# Dollhouse
Dollhouse es una serie de televisión estadounidense creada por Joss Whedon y protagonizada por Eliza Dushku que se emitió en FOX entre 2009 y 2010.
Eliza Dushku, que también ejerce de productora, y Joss Whedon ya habían trabajado juntos en Buffy, la cazavampiros, Angel y Tru Calling, serie en la que tuvo el papel de protagonista. Entre los escritores están Tim Minear, Jed Whedon y Maurissa Tancharoen, además del mismo Joss Whedon. Dollhouse fue producida por 20th Century Fox Television, Mutant Enemy Productions y Boston Diva Productions.
La segunda temporada se comenzó a emitir el 25 de septiembre de 2009 en Estados Unidos. Fox canceló definitivamente la serie el 11 de noviembre de 2009 durante la filmación del episodio 11, sin embargo, se emitieron los 13 episodios que fueron encargados.

## Argumento
Echo, interpretada por Eliza Dushku, es miembro de un grupo de personas denominadas "activos" o "muñecos" (dolls en inglés) cuyas personalidades han sido eliminadas, para que de esa forma puedan ser receptores de otras personalidades, incluyendo recuerdos, memoria muscular, habilidades, lenguajes, entre otras capacidades, para diferentes objetivos. Estos muñecos son contratados habitualmente para cometer crímenes o fantasías. Una vez terminada su tarea, su memoria es vaciada de nuevo, hasta un estado infantil y viven en un laboratorio de última tecnología, una instalación secreta apodada "La casa de muñecas" (dollhouse). La serie se centra en Echo, quien desde su estado de vacío mental empieza a plantearse lo que sucede a su alrededor.
Además de Echo, la historia también se enfoca en las personas que dirigen la misteriosa casa de muñecas y en dos muñecos más: Víctor y Sierra. Aunque los activos parecen actuar de manera voluntaria, la operación es totalmente ilegal y está bajo la constante amenaza de Paul Ballard, un insistente agente del FBI que ha escuchado rumores sobre la organización y está empeñado en encontrar a Caroline, nombre real de Echo, de quien sospecha que ha sido secuestrada.

## Personajes
- Echo (Eliza Dushku): es considerada la mejor de los activos de Dollhouse. Su verdadero nombre es Caroline Farrell y era estudiante universitaria y activista pro derechos de los animales. Durante el desarrollo de sus misiones empieza a tener recuerdos de su pasado.

- Sierra (Dichen Lachman): es el último activo de Dollhouse. Su verdadero nombre es Priya y fue secuestrada para convertirse en un activo. Sufrió abusos sexuales por su cuidador mientras estaba en fase pasiva.

- Victor (Enver Gjokaj): se descubre que es un activo en el capítulo tres, hasta entonces aparecía como un miembro de la mafia rusa con el nombre de Lubov, quien ayudaba a Ballard con supuesta información sobre Dollhouse. Anteriormente era militar. Siente atracción por Sierra.

- Adelle DeWitt (Olivia Williams): se encarga de la dirección de Dollhouse y de conseguir fichar a los futuros activos. Es británica.

- Paul Ballard (Tahmoh Penikett): agente del FBI obsesionado con destruir Dollhouse y salvar a Echo. En la segunda temporada, para salvarlo se lo transforma en un doll al que se le imprime su propia personalidad.

- Mellie (Miracle Laurie): vecina de Ballard, que estaba enamorada de este. En el capítulo 6 se descubre que también es un activo durmiente, que puede ser reactivada mediante un mensaje. Su nombre en clave es November, su nombre verdadero Madeline Costley. Tenía una hija llamada Katie que murió.

- Topher Brink (Fran Kranz): especialista en tecnología. Cambió los conceptos de "cargar datos" en los activos, un proceso de horas ahora puede tardar apenas minutos. En el transcurso de la serie se va descubriendo su poco interés en las personas. Se le da como encargo hacer una parte de una nueva tecnología (se le había encomendado realizar una parte a cada Dollhouse del mundo). Intrigado en la tecnología en sí logra crearla: es una nueva "pistola" que borra y deja en estado de pasivo a cualquier persona. Se explica que él, más adelante, logra hacer el "borrado" y la "programación" de las personas vía teléfono, lo que lleva al fin de la raza humana como se la conoce. En el capítulo "Epílogo 2" se ve cómo él logra volver a cada persona como era antes, sacrificando su vida al activar el aparato. Todos los seres humanos (los que quedaban vivos) despiertan y ven cómo el mundo está destruido.

- Laurence Dominic (Reed Diamond): responsable de la seguridad en Dollhouse y la mano derecho de Dewitt. En realidad se trata de un espía introducido por el gobierno que quiere controlar Dollhouse. Tiene una especial animadversión hacia Echo y es ella quien le descubre.

- Alpha (Alan Tudyk): era otro activo al que se le cargaron todas las cualidades de las distintas personalidades, se volvió loco y mató a varios activos, personal de seguridad y desfiguró a la doctora Sanders. Aunque no mató a Echo, parece obsesionado con ella.

- Boyd Langton (Harry J. Lennix): es el encargado de cuidar a Echo en sus misiones, traerla a casa al finalizar su trabajo, o sacarla del mismo si se produce algún peligro. Antes de realizar este trabajo era policía y duda de los métodos de dollhouse. Tras la destitución de Dominic ocupa el cargo de jefe de seguridad de Dollhouse. Se descubre que es el socio secreto del creador de la tecnología "Dollhouse". Está desquiciado, por suerte Echo lo mata en el último capítulo de la temporada 2.

- Dr. Claire Saunders (Amy Acker): es la doctora que se encarga de los activos. En el capítulo 12 se descubre que también es un activo llamado Whiskey. El ataque de Alpha le desfiguró la cara, dejándole varias cicatrices. Por causa de esto ya no sirve como activo para misiones, por lo tanto le cargan la memoria del verdadero doctor Saunders (al que Alpha había asesinado). En el epílogo se ve que está loca, esperando a Boyd en Dollhouse todo destruido.

- Ivy (Liza Lapira): ayudante de Topher.

- Bennett Halverson (Summer Glau): programadora jefe de la Dollhouse situada en Washington D. C.. Bennet es inferior tecnológicamente a Topher, quien se enamora de ella. Tiene un brazo muerto, a causa de una infiltración en Rossum con Caroline.

## Reparto
Anya Collof y Amy McIntyre Britt, que anteriormente habían trabajado con Joss Whedon en Buffy Cazavampiros, Angel, Firefly y Serenity, son las directoras de casting de la serie.
El 26 de marzo de 2008, se anunció oficialmente que Tahmoh Penikett, Dichen Lachman, Fran Kranz, y Enver Gjokaj habían sido contratados para los cuatro papeles principales de la serie. En abril, fue Olivia Williams la que se unió al reparto para interpretar el papel de Adelle DeWitt. Días más tarde se anunció que Harry J. Lennix también formaría parte del equipo, mientras que, ese mismo día, fue el propio Joss Whedon el que anunció en su web oficial que Amy Acker, que también apareció en Angel, completaría el reparto.
Otros actores conocidos, como Brennan Elliott y Michael Muhney, hicieron las pruebas para el personaje de Paul Ballard, pero fue finalmente Tahmoh Penikett el que se llevó el papel.

## Conceptos
- Dollhouse: existen 20 dollhouse alrededor del mundo. Son partes de la organización de la que no se conoce el propósito, impulsada por la Agencia Rossum, y que reúne a los activos para desarrollar una serie de trabajos que van desde la prostitución de lujo, a actos criminales, pasando por otros de carácter más altruista.

- Activos: son personas a las que se les ha borrado la memoria y viven en un estado de total inocencia. Los activos pueden recordar cosas que pasan en su fase pasiva, pero es difícil que recuerden datos de sus misiones. Se les puede imprimir la memoria que se desee.

- Durmientes: son activos que pueden activar una personalidad determinada mediante una clave.

- Gestor: en inglés les llaman handler, es la persona encargada del cuidado del activo y de asegurarse que volverá a la dollhouse. Los activos tienen confianza ciega en ellos.

- Ático: es el lugar a donde se lleva a los activos que dan problemas, son vaciados totalmente de sus memorias y viven como vegetales.

- Tábula rasa: se llama así al estado en el que quedan los activos una vez borrada la personalidad impresa con anterioridad. Es un estado de inocencia total.

## Episodios

### Primera temporada
- 1x1. Ghost
- 1x2. The target
- 1x3. Stage fright
- 1x4. Gray hour
- 1x5. True beliver
- 1x6. Man on the street
- 1x7. Echoes
- 1x8. Needs
- 1x9. Spy in the house of love
- 1x10. Haunted
- 1x11. Briar rose
- 1x12. Omega
- 1x13. Epitaph One

### Segunda temporada
- 2x01. Vows
- 2x02. Instinct (Instinto)
- 2x03. Belle Chose
- 2x04. Belonging
- 2x05. The Public Eye
- 2x06. Left Hand
- 2x07. Meet Jane Doe
- 2x08. A Love Supreme
- 2x09. Stop Loss
- 2x10. The Attic
- 2x11. Getting Closer
- 2x12. The Hollow Man
- 2x13. Epitaph two: Return

## Emisión
En Estados Unidos, la serie se emitía en FOX todos los viernes, justo después de Terminator: The Sarah Connor Chronicles.
En España ha sido Cuatro la que se ha hecho con los derechos de emisión y se espera que la emita próximamente, aunque no hay una fecha planeada de estreno.
En Chile la serie fue emitida por UCV TV. 
FOX empezó a emitirla desde el 3 de septiembre, y emitió todos los episodios de la primera temporada a las 22:20. Posteriormente emitió la segunda temporada el mismo día a las 21:30.
En gran parte de Hispanoamérica se transmitió por FX.
En Argentina se llegó a emitir en el canal "Telefe", los viernes a la 1:00.

### Cancelación de la serie
En una entrevista realizada a Joss Whedon el 3 de diciembre de 2009 por la periodista Maureen Ryan para Chicago Tribune, el director habla sobre la cancelación de la serie. Whedon afirma que «Los problemas no fueron las distintas clases de episodios (unitarios vs. historias). Básicamente, el show nunca despegó porque el canal Fox quiso sacárselo de encima cinco minutos después de haberlo comprado; y además, es una serie difícil en términos de marketing". Aquí hace referencia al tipo de serie en el que tenemos en cada capítulo una historia independiente, pero a la vez una historia o varias que van desarrollándose durante todos los capítulos. Y agrega que él siempre quiso explorar más de cerca los deseos y las vidas de fantasía de los clientes de Dollhouse; pero según afirma, al canal no le gustó confirmando a la periodista que «parte de la serie iba a ser acerca de lo que cada uno obtiene del otro en nuestras relaciones más íntimas, sean éstas sexuales o de cualquier clase. Pero finalmente, las cosas tomaron otro rumbo. Cuando estás tratando con las fantasías, especialmente las de tipo sexual, sabes que te saldrás de los límites. No vas a hacer cosas que sean perfectamente correctas. Se supone que se trata de los aspectos propios que no queremos que los demás vean... la idea de la sexualidad era gran parte del show cuando éste empezó, pero cuando las cosas empezaron a moverse en otra dirección, fue como quitarle una parte de lo básico con lo cual la serie había sido concebida», continúa diciendo «tuvimos el espionaje que el canal quería, pero lo que nosotros queríamos eran los interrogantes acerca de la identidad. Hay otras cosas de la serie que tampoco sucedieron, y no me di cuenta hasta que estábamos haciendo la segunda temporada; me encontré con que nos habíamos estado alejando de aquello que había sido la chispa original del show, y eso hace mucho más difícil escribir las historias».
Por lo que respecta la sexualidad y sensualidad de la serie afirma Whedon que «hubo algo que me tomó desprevenido: que el canal quisiera menos connotaciones sexuales. La televisión actual producida por las grandes cadenas ha retrocedido varios pasos en su forma de lidiar con los temas referidos a la sexualidad o al cuerpo. El canal Fox tiene cierta reputación de ser "atrevido" en ese aspecto pero es puro palabrerío porque ellos en realidad no quieren eso, lo cual resulta frustrante para mí. Es el clásico doble estándar norteamericano: tortura, excelente; sexo, no, eso no, eso es malo». Aun diciendo esto, Whedon tomó la precaución de dejar en claro que él puede entender la cautela tanto del canal como de los televidentes. Después de todo, ni Echo (Eliza Dushku) ni los otros «activos» están en posición de dar su consentimiento para aquello para lo cual son utilizados. «La gente decía que esto era tráfico de personas, que esto era sexo por dinero. Y no se trataba acerca del sexo. parte del problema eran las otras implicaciones de lo que originalmente era una fantasía. La versión de esta clase de actividades en el mundo real fue lo que hizo que el canal se mostrara con dudas, y no los puedo culpar por eso. Pero pensé que ambas partes sabíamos de qué se trataba esto cuando firmamos los papeles al principio».
En última instancia, no es que Whedon esté decepcionado con estos últimos dos años de trabajo. «Creo que tocamos temas importantes. La estructura y el tono de la serie cambiaron, pero la premisa siempre estuvo ahí, y tanto los actores como los guionistas y el equipo de producción hicieron un fenomenal trabajo. Nos las arreglamos para mantener los interrogantes acerca de quiénes somos y las relaciones interpersonales. Esto tendrá un final; no hay ningún vacío al cual llenar que podría servir para continuar la historia. Quiero dejar en claro que si decidiera hacer alguna continuación o derivación, no será propiedad del canal Fox».
Durante la entrevista, no surgió el tema de si Whedon volverá a trabajar para una cadena televisiva. No parece que fuera a volver a este medio en el futuro cercano. «Lo que más me gusta es agitar las cosas, mostrar tantas cosas diferentes a lo habitual como me sea posible cada semana, para llevar a la gente hacia un lugar distinto de lo normal; pero la televisión está diseñada casi en su totalidad para ir en la dirección opuesta. Las series exitosas están hechas para darle a las audiencias exactamente lo que ellas quieren, pero eso no puede aplicarse para todos. Hay varias series no se ajustan a ese molde, series que resultan humorísticas cuando se supone que serían sensibleras, o que son de miedo cuando esperas que sean románticas. Pero en la mayor parte, las cosas son predecibles. Y yo no soy bueno para eso. Quiero decir, tiene que haber una razón detrás de la historia, algo más aparte de la historia en sí misma. Aun si fuera algo pequeño, tiene que haber una razón más allá que el hecho de tener que rellenar otros 40 minutos para entretener a la audiencia. Tiene que ir más allá de eso, porque si no, no solamente me aburre, sino que también me avergüenza».

## DVD y Blu-Ray

### Primera temporada
El DVD de la Primera Temporada de "Dollhouse" salió a la venta por primera vez en América, el 28 de julio de 2009, junto con el Blu-Ray. Contienen escenas eliminadas, el episodio piloto original, audiocomentarios entre otros extras. La edición en DVD constaba de un pack de 4 discos, mientras que el pack Blu-Ray tan solo tenía 3 discos, aunque tiene los mismos contenidos (pero en Alta Definición).
El 7 de septiembre de 2009 el DVD llegó a Europa, con la misma edición de América, salvo por los subtítulos.
El 5 de noviembre el DVD llegó a la Region 3 aunque solo a Suramérica, Australia y Nueva Zelanda.
El Pack DVD llegó a España el 31 de marzo de 2010, con las mismas opciones que el original (más otros audios y subtítulos, entre los que se incluye el castellano).
El Blu-Ray solo se distribuyó en América y no se tienen intenciones de distribuirlo en ningún otro lugar.